# Dušan
Dušan (in cirillico: Душан) è un nome proprio di persona slavo maschile, in particolare ceco, slovacco, serbo, croato, sloveno e macedone.

## Varianti
- Ceco
  - Femminili: Dušana[1]
- Croato: Duško[2]
  - Femminili: Dušana[1]
- Polacco: Duszan
- Serbo
  - Femminili: Душана (Dušana)[1]
- Slovacco
  - Femminili: Dušana[1]
- Ungherese: Dusán

## Origine e diffusione
Deriva dal termine slavo dusha che significa "anima", "spirito". Ha quindi lo stesso significato di Alma, Enid e Psiche.

## Onomastico
L'onomastico, per i fedeli delle Chiese orientali, si può festeggiare in memoria di santo Stefano Uroš IV Dušan, imperatore di Serbia e Romania, ricordato assieme alla moglie Elena (Elisabetta, dopo che ebbe preso i voti) il 2 dicembre. Per le altre confessioni il nome è adespota, cioè non è portato da alcun santo, quindi l'onomastico ricade il 1º novembre, in occasione di Ognissanti.

## Persone
- Stefano Uroš IV Dušan, zar serbo
- Dušan Basta, calciatore serbo
- Dušan Bordon, partigiano italiano
- Dušan Drašković, calciatore e allenatore di calcio montenegrino
- Dušan Džamonja, scultore croato
- Dušan Galis, allenatore di calcio e calciatore slovacco
- Dušan Hejbal, vescovo vetero-cattolico ceco
- Dušan Jelinčič, scrittore, saggista e alpinista italiano
- Dušan Makavejev, regista e sceneggiatore jugoslavo
- Dušan Makovický, attivista e scrittore slovacco
- Dušan Šakota, cestista serbo
- Dušan Simović, generale e politico serbo
- Dušan Veličković, scrittore, editore e giornalista serbo
- Dušan Vlahović, calciatore serbo

### Variante Duško
- Duško Ivanović, cestista e allenatore di pallacanestro montenegrino
- Duško Kondor, insegnante e attivista bosniaco
- Duško Pijetlović, pallanuotista serbo
- Duško Radinović, calciatore montenegrino
- Duško Savanović, cestista serbo
- Duško Tošić, calciatore serbo
- Duško Vujošević, allenatore di pallacanestro montenegrino naturalizzato serbo